# 連山駅
連山駅（ヨンサンえき）は、大韓民国忠清南道論山市にある韓国鉄道公社（KORAIL）の駅である。

## 利用可能な路線
- 韓国鉄道公社
  - 湖南線

## 駅構造
- 島式ホーム2面4線の地上駅。

## 歴史
- 1911年7月10日 - 開業。

## 隣の駅
韓国鉄道公社
湖南線
鶏龍駅 - (開泰寺駅) - 連山駅 - (夫皇駅) - 論山駅